# Egnatiinae
Egnatiinae es una subfamilia de insectos ortópteros caelíferos perteneciente a la familia Acrididae. Se encuentra en África y Asia.

## Géneros
Según Orthoptera Species File (1} abril de 2010):
- Bienkonia Dirsh, 1970
- Charora Saussure, 1888
- Egnatiella Bolívar, 1914
- Egnatioides Vosseler, 1902
- Egnatius Stål, 1876
- Ferganacris Sergeev & Bugrov, 1988
- Leptoscirtus Saussure, 1888
- Paracharora Fishelson, 1993
- Paregnatius Uvarov, 1933